# Шиад (Арад)
Шиад (рум. Șiad) насеље је у Румунији у округу Арад у општини Краива. Oпштина се налази на надморској висини од 139 m.

## Становништво
Према подацима из 2002. године у насељу је живело 292 становника, од којих су сви румунске националности.